# 密云站
密云站原称密云东站，是京哈高速线京沈段的一座车站，位于北京市密云区河南寨镇宁村境内，布置在京承高速公路南侧、南河路桥东侧，车站中心里程DK74+710，2021年1月22日随京哈高速线京承段开通运营。

## 历史
2010年，京沈客专第二次环评公示，首次公布的站点即包括密云东站，但该环评报告未获通过。2013年12月4日，京沈客专的环评报告终获环保部批复，密云东站的选址被确定为宁村附近。2014年9月1日，京承线密云站更名为密云北站，此举被指为与京沈客专预留站名有关，而北京铁路局表示这项改动的主要目的确实和为京沈客专的预留站名有关，此后相关招标公告也于2015年起将密云东站改称密云站。
2021年1月22日，本站投入使用，初期往北京市区方向只有终到北京朝阳站的列车，同年6月25日开行终到北京站的早间班次。

## 车站结构

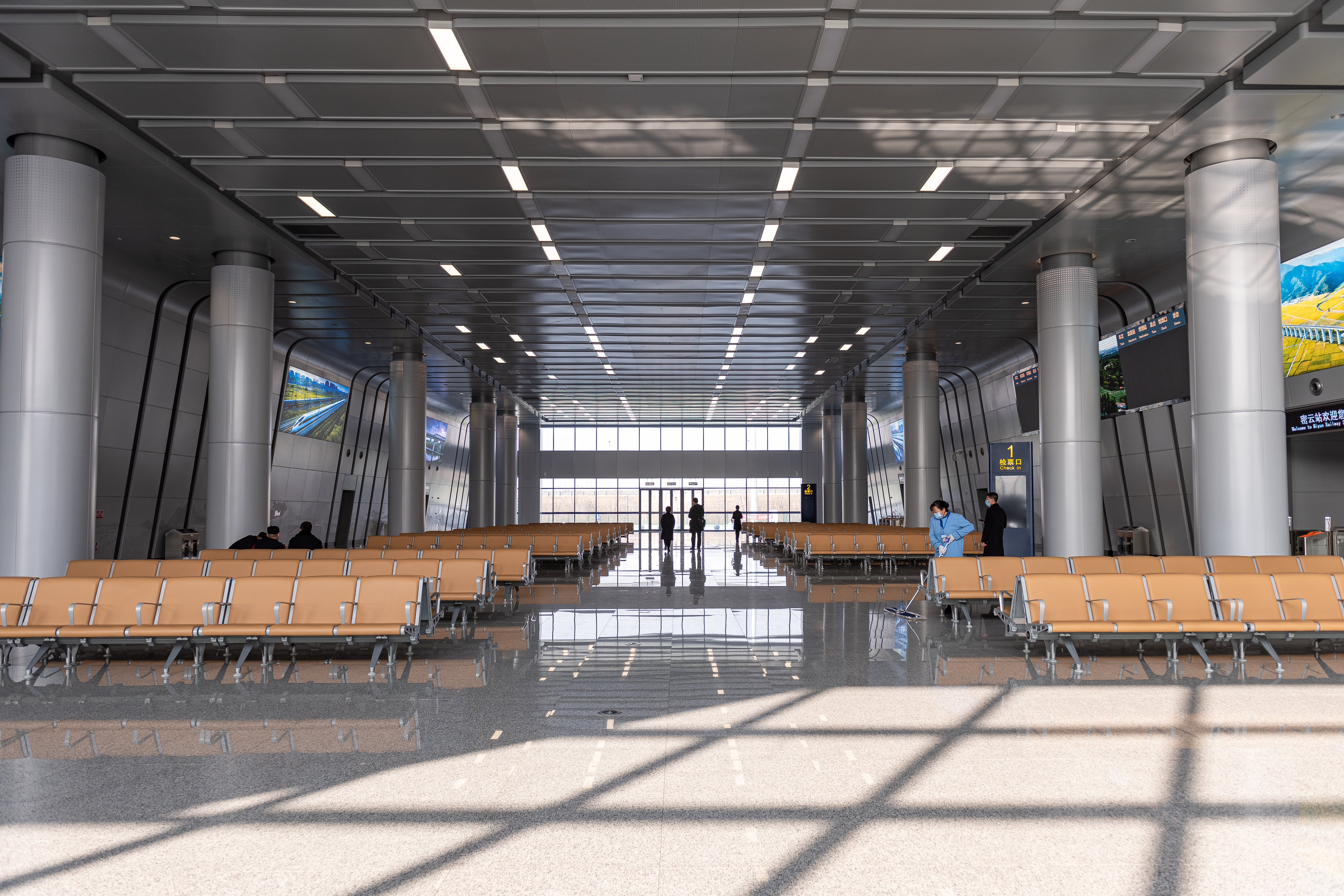
候车室

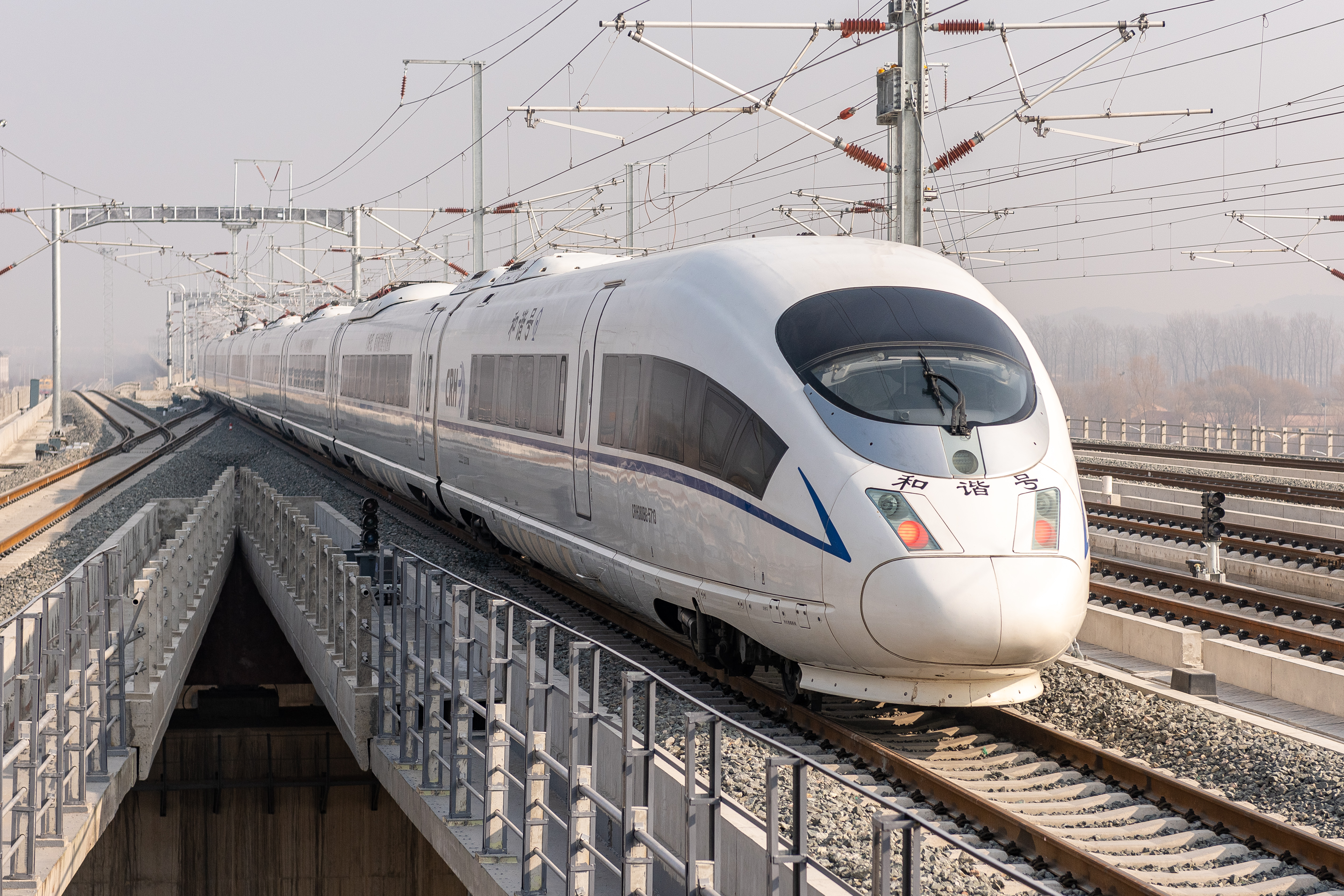
G3671次列车驶出密云站

密云站为高架车站，桥高约18米，站场规模为2台6线，设450m×12m×1.25m岛式中间站台2座。本站以“京郊山水、璀璨密云”为设计主题，站房建筑面积5997平方米，属于线正下式站房，外观以密云水库倒梯形堤坝造型为设计灵感，采用多个平面折线交叉，利用玻璃幕墙、铝方通等多种材质表现出形似水面的效果。本站站台雨棚建筑面积10426平方米。
| 地上二楼 | 4站台    | 京沈客运专线 往沈阳方向（兴隆县西）          |
| 地上二楼 | 岛式站台 |                                              |
| 地上二楼 | 3站台    | 京沈客运专线 往沈阳方向（兴隆县西）          |
| 地上二楼 | 通过线   | 京沈客运专线下行列车通过线                   |
| 地上二楼 | 通过线   | 京沈客运专线上行列车通过线                   |
| 地上二楼 | 2站台    | 京沈客运专线 往北京朝阳方向（怀柔南）        |
| 地上二楼 | 岛式站台 |                                              |
| 地上二楼 | 1站台    | 京沈客运专线 往北京朝阳方向（怀柔南）        |
| 地上一楼 | 候车室   | 售票处、自动售票机、验票闸门、等候区、出入口 |